# Tête de faune
La Tête de faune  est une statue en marbre réalisée par Michel-Ange encore enfant vers 1488 et dont la trace a été perdue depuis les années 1490.

## Histoire
Selon Vasari dans le Vite, cette sculpture a été réalisée par Michel-Ange enfant alors qu'il avait à peine treize ans dans les jardins de San Marco, sous la supervision du maître Bertoldo di Giovanni, ayant trouvé un vestige de statuaire antique, un fragment d'une tête de faune.
Cette œuvre est une copie d'une autre sculpture de « vieux faune » avec la différence que la statue a été faite la bouche ouverte plutôt que fermée, afin d'en montrer les dents et la langue.
Une anecdote rapporte que Laurent de Médicis ayant remarqué la statue dans le jardin lui a fait observer que les vieux n'avaient pas une dentition aussi parfaite. Alors l'enfant a pris aussitôt le ciseau et fit tomber une dent. Sa promptitude surprit Laurent le Magnifique.

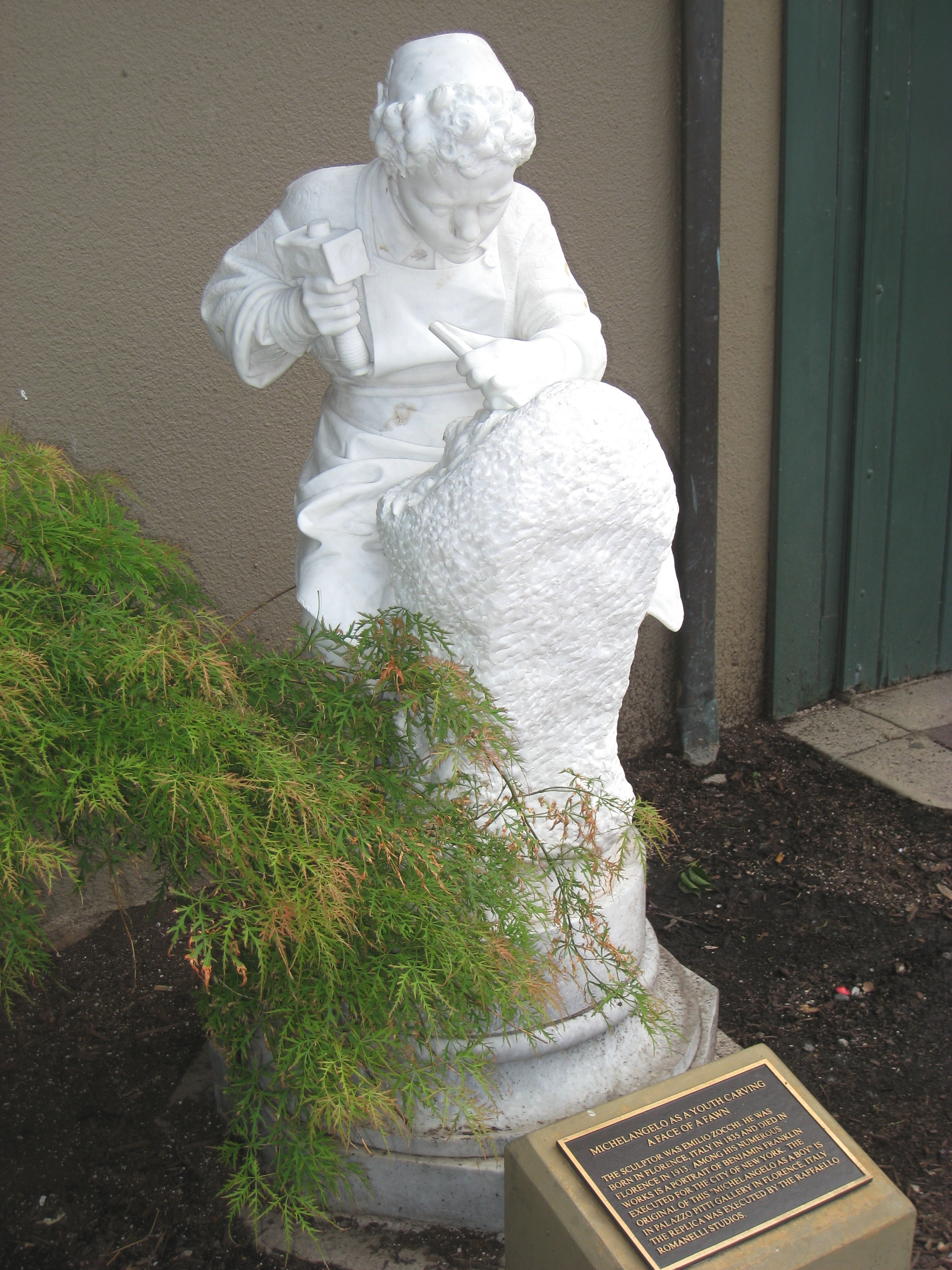
Une réplique de la sculpture de la Casa Buonarroti réalisée par Emilio Zocchi au Country Club Plaza, Kansas City.

Les traces de cette sculpture ont été perdues depuis l'époque de Vasari. L'œuvre a certainement disparu lors du saccage de la maison des Médicis lors de leur seconde expulsion de Florence (1494).
L'épisode inspira au XIXe siècle une statue à Cesare Zocchi, copiée ensuite par le studio Romanelli en plusieurs exemplaires qui ont été éparpillés dans le monde. Parmi ceux-ci, un exemplaire du cousin de Cesare Zocchi, Emilio conservé aux États-Unis.

## Sources
- (it) Cet article est partiellement ou en totalité issu de l’article de Wikipédia en italien intitulé « Testa di fauno » (voir la liste des auteurs).